# Paměť zvuku
Výstava Paměť zvuku je věnována záznamu a reprodukci hudby v období 19. a počátku 20. století, doby největšího rozmachu automatofonů, mechanických hudebních nástrojů. Výstava prošla od roku 1993 desítkami muzeí po celé republice, zavítala i na Slovensko a do Maďarska.
Instalovaná kolekce představuje 65 mechanických hracích strojů, které získalo Technické muzeum v Brně do vlastnictví od soukromých osob. Podle autora výstavy Mgr. Petra Nekuži je vystavena asi polovina ze všech hracích strojů ve vlastnictví muzea. Návštěvníci si mohou prostřednictvím sluchátek u každé vitríny poslechnout autentické nahrávky vystavených exponátů a seznámit se tak s různými typy automatofonů – od maličkých skříněk až po šestimetrákového obra, které se vyráběly a používaly v našich zemích v 19. století a byly předchůdci gramofonů, magnetofonů a CD přehrávačů.

## Části výstavy
Vystavené hrací stroje jsou rozděleny do čtyř částí:
- Idiofony (hřebíčkové stroje)
- Aerofony (flašinety – kolovrátky)
- Chordofony (sestrojení pianol)
- Spojené – smíšené (orchestriony – mincovní automaty)

## Zajímavosti
Soubor obsahuje mnohé kuriozity a unikáty. K nejsložitějším patří německé koncertní křídlo z přelomu 19. a 20. století.
Velká pianola – mechanické piano je zařízení, které se přidávalo ke klavíru a na něm je záznam melodie z papírové děrné pásky snímán složitým mechanicko – pneumatickým systémem, který si pamatoval až osmnáct minut hudby připomínající hraní celého orchestru. Brněnské Technické muzeum vlastní šest hracích strojů podobného typu.
Pozoruhodný je i originální znělkostroj Petrof, vyrobený na zakázku, který přehrával mezi lety 1935 - 1956 známý hudební motiv melodie známé písně Moravo, Moravo, který do poloviny padesátých let používalo brněnské studio Českého rozhlasu.
Mezi nejrozměrnější exponáty patří Orchestrion, který napodobuje zvuk celého orchestru. Vystavený klavírový orchestrion brněnského stavitele K. Čecha je kombinací klavíru, bubnů, xylofonu a houslí. Je pozůstatkem restauračního zařízení na Klajdovce v Brně.
Nejstarším předmětem je hřebíčkový hrací stroj z roku 1870. reprezentující mechanické hrací přístroje, které až do třicátých let 20. století ovládaly záznam a přednes hudby. „Pražská firma Řebíček, která jej vyrobila, měla mezinárodní renomé.“ Hřebíčkové hrací stroje, u nichž je nosičem programu melodie kovový válec s hřebíčky, který rozeznívá ocelový hřeben, se dnes uplatňují jen jako exotické doplňky šperkovnic a suvenýrů. Šperkovnice a kazety s podobnými mechanismy se dovážejí z Číny a Tchán-wanu.
Devadesát procent exponátů je funkčních, mnohé se instalovali do vitrín či proutěných klecí. O libé vyhrávání a zvuky přístrojů , které se šířily ve druhé polovině 19. století, aby je v roce 1930 definitivně z trhu postupně vytlačil Edisonův fonograf a v roce 1887 Berlingův gramofon, návštěvníci nepřijdou. Záznamy mechanických hudebních produkcí zachytily čtyři magnetofonové smyčky.